# Röschenz
Röschenz (französisch Reschenez oder Roeschenez) ist eine politische Gemeinde im Bezirk Laufen des Kantons Basel-Landschaft in der Schweiz.

## Geographie

Historisches Luftbild von Werner Friedli von 1950

Röschenz liegt in einem Seitental des Laufentals. Südwestlich fliesst die Lützel. Die Nachbargemeinden sind Burg im Leimental, Metzerlen-Mariastein, Kleinlützel, Dittingen, Laufen und Liesberg. Die höchste Erhebung ist der Forstberg auf 810 m ü. M., der tiefste Punkt liegt im Lützeltal auf 370 m ü. M.

## Geschichte

### Ur- und Vorgeschichte
Archäologische Funde lassen darauf schliessen, dass 40'000–4000 v. Chr. an derselben Stelle Menschen lebten. Ein willkommener Unterstand war für sie der Tschäpperfels an der heutigen Lützelstrasse. Um 500 v. Chr. wanderten die keltischen Rauracher in das Gebiet ein. Die Einwanderung der keltischen Helvetier in das Gebiet zwischen dem Genfersee und dem Bodensee wird auf 100 v. Chr. datiert. Beide Stämme wurden um 58 v. Chr. von den Römern besiegt. Um 500 liessen sich die Alemannen nieder und brachten den Ackerbau mit. Wahrscheinlich kam der Hof Röschenz durch eine Schenkung des Kaisers Heinrich II. im Jahr 1004 zum Fürstbistum Basel. Die erste urkundliche Erwähnung von Röschenz datiert aus dem Jahre 1290 aus einem Zinsbuch des Basler Augustinerchorherrenstifts St. Leonhard, wo sich unter den Schuldnern eine Frau namens Bela von Röschenz befindet, die als Besitzerin eines Gartens (Ortus bele dicte de Roeschentzo) genannt wird. Eine weitere Erwähnung findet Röschenz 1302 im fürstbischöflichen Collectorium. Der Hof wurde von den Ramsteinern verwaltet, die auch das Schloss Zwingen innehatten. Durch ihr Aussterben gehörte Röschenz ab 1459 wieder zum Bistum Basel. 1580 zählte Röschenz 160 Einwohner.

### Kriege und andere Katastrophen
Im 16. Jahrhundert wurde auch Röschenz von den Bauernkriegen heimgesucht. In der Folge lehnten sich viele Einheimische gegen den Fürstbischof auf und wechselten zur protestantischen Kirche. Anführer der Röschenzer war ein Fridolin Scherrer. Trotzdem gelang es dem Fürstbischof von Blarer 1589, die Dörfer der Umgebung wieder katholisch zu machen. Besonders die zweite Hälfte des Dreissigjährigen Krieges bekam Röschenz zu spüren, als die Schweden ihr Unwesen trieben. Der Krieg endete 1648. In den 1870er-Jahren grassierte eine Hungersnot. Viele Röschenzer sahen sich aufgrund ihrer Existenzprobleme zur Abwanderung gezwungen.

### Dorfgeschichte seit dem 18. Jahrhundert
Von 1793 bis 1815 gehörte das Birstal zum französischen Département Mont-Terrible bzw. Département Haut-Rhin. Der damalige Kanton Laufen umfasste auch Röschenz, das dann am Wiener Kongress dem Kanton Bern zugeteilt wurde. In der Frage des Kantonswechsels des Laufentals lehnte die Gemeinde bei der ersten Laufental-Abstimmung 1983 den Beitritt zum Kanton Basel-Landschaft ab, stimmte diesem aber sechs Jahre später zu. Der Wechsel erfolgte 1994.
Das Dorf war seit März 2005 in den Schlagzeilen wegen seines katholischen Pfarrers Franz Sabo, dem nach seiner offenen Kritik an der kirchlichen Hierarchie die missio canonica entzogen wurde, worauf sich aber die lokale Kirchgemeinde einhellig hinter ihn stellte. Nach Ansicht der Bistumsleitung hätte die Kirchgemeinde ihn daher entlassen müssen; die Kirchgemeinde beabsichtigte, die drohende Entlassung vor Gericht anzufechten. Der Gerichtstermin wurde auf den 28. August 2007 anberaumt. Am 5. September wurde entschieden, dass die Kirchgemeinde ihren Pfarrer Franz Sabo nicht entlassen muss. Im späten September 2008 kam es zu einer Versöhnung zwischen Sabo und dem Bischof Kurt Koch.

## Wappen
Das 1929 von Staatsarchivar Kurz entworfene Wappen wird wie folgt blasoniert: «Gespalten von Schwarz mit einem linksgewendeten silbernen Baselstab und von Silber mit einem blauen Wellenbalken begleitet mit zwei goldbesamten Rosen mit einem grünen Kelchzipfel.»

## Wirtschaft, Verkehr
Wichtige Erwerbszweige sind die Landwirtschaft und das Kleingewerbe. Röschenz liegt im Tarifverbund Nordwestschweiz und wird von den Linien 112 und 069 (Postauto Regionalzentrum Nordwestschweiz) bedient. Röschenz ist Ausgangspunkt verschiedener Wanderwege.

## Politik
Gemeindepräsident ist Holger Wahl (FWR, Stand: 2025)
Bei den Schweizer Parlamentswahlen 2023 betrugen die Wähleranteile in Röschenz: SVP 40,0 % (2019 35,0 %), Mitte 16,7 % (23,8 %), SP 15,9 % (14,4 %), FDP 14,4 % (10,9 %), Grüne 5,4 % (10,6 %), glp 5,3 % (3,7 %), EVP 0,3 % (1,7 %), EDU 0,6 % (–).

## Sehenswürdigkeiten

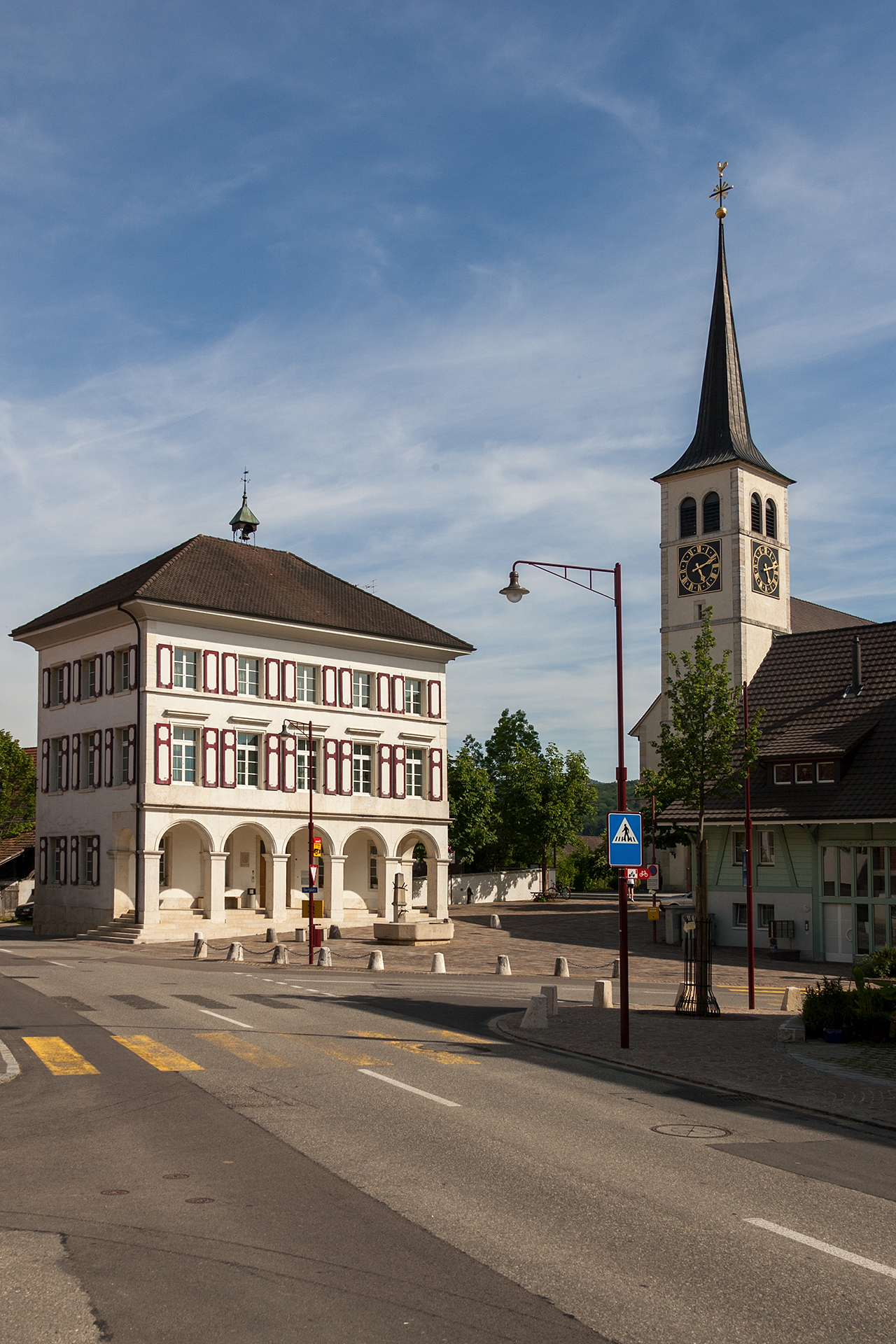
Altes Schulhaus und Kirche in Röschenz

Unter Schutz der Denkmalpflege Baselland stehen folgende Bauten:
- Das 1838 erstellte Schulhaus, das heute am Dorfplatz als Gemeindehaus dient.
- Die 1827 erbaute, spätklassizistische, römisch-katholische Kirche St. Anna am Dorfplatz. Sie ersetzte damals die Annakapelle, die abgerissen wurde.
- Ein Bauernhaus an der Unterdorfstrasse 10.

## Söhne und Töchter (Auswahl)
- Leo Karrer (* 10. April 1937), römisch-katholischer Theologe